# Bedjene
Bedjene (em árabe: بجن) é uma comuna localizada na província de Tébessa, Argélia. Sua população estimada, em 2008, era de 4 505 habitantes.